# Spinozodium denisi
Espèce
Synonymes
- Zodarion denisi Spassky, 1938

Spinozodium denisi est une espèce d'araignées aranéomorphes de la famille des Zodariidae.

## Distribution
Cette espèce est endémique du Tadjikistan. Elle se rencontre dans la province de Khatlon et vers Douchanbé.

## Description
La carapace du mâle holotype mesure 1,28 mm sur 0,99 mm et l'abdomen 1,4 mm de long sur 0,9 mm.
Le mâle décrit par Zamani et Marusik en 2022 mesure 2,60 mm et la femelle 3,60 mm.

## Systématique et taxinomie
Cette espèce a été décrite sous le protonyme Zodarion denisi par Spassky en 1938. Elle est placée dans le genre Spinozodium par Zamani et Marusik en 2022.

## Étymologie
Cette espèce est nommée en l'honneur de Jacques Denis.

## Publication originale
- Spassky, 1938 : « Araneae palaearcticae novae. II. » Festschrift zum 60 Geburtstage von Prof. Dr. Embrik Strand, vol. 4, p. 573-582.